# Severnaja Gora
Severnaya Gora (in russo Северная Гора, "Montagna del Nord") è una parte del distretto di Leningrado, nella parte settentrionale di Kaliningrad, in Russia. In precedenza era nota con il nome tedesco Quednau, prima come sobborgo e poi come quartiere di Königsberg, in Germania.

## Storia
Quednau fu documentata per la prima volta nel 1255 come una regione popolata da antichi prussiani ai piedi di una collina alta 54 m, il Quednauer Berg. La collina era anche conosciuta come Pikollosberg, dal nome dell'antico dio prussiano Pikollos, e Apolloberg, poiché Apollo è un malapropismo di Pikollos. Nalube, nativo di Quednau, guidò un gruppo di sambiani durante l'assedio di Königsberg e bruciò l'insediamento iniziale.
Nel 1258, Quednau fu documentata come Quedenow, e nel 1302 come Quidenowe e Quedemnowe. Un castello del vescovo di Samland esisteva a Quednau dal 1302 al 1427. Quednau alla fine passò alla città di Löbenicht. La vicinanza soffrì di rivolta dopo la creazione del Ducato di Prussia nel 1525; la nobiltà prussiana negoziò con i contadini a Quednau l'8 settembre 1525. Durante il XVIII secolo, Quednau faceva parte dell'Amt Kalthof.
Gran parte del villaggio fu smantellato dalle truppe francesi per creare delle caserme nel giugno 1807 durante la Guerra della Quarta Coalizione. Alcuni studenti politicamente attivi dell'Università di Königsberg tennero un commercium a Quednau nel 1839. Il 18 ottobre 1863, il club di ginnastica maschile di Königsberg tenne una celebrazione a Quednau per commemorare il cinquantesimo anniversario della battaglia di Lipsia.  La chiesa della comunità era la chiesa gotica di Quednau. Il Forte III König Friedrich Wilhelm, nominato nel 1894, fu costruito vicino a Quednauer Berg come parte delle nuove fortificazioni di Königsberg costruite dal 1872 al 1894. La 367ª Divisione di fanteria rimase stanziata qui fino al 7 aprile 1945. Il fisico Siegfried Grossmann (nato nel 1930) era originario di Quednau.
Königsberg passò sotto il controllo sovietico nel 1945, dopo la seconda guerra mondiale. Successivamente la città fu ribattezzata Kaliningrad, mentre Quednau divenne Severnaya Gora.